# انداپافیتو
انداپافیتو (به لاتین: Andapafito) یک سکونتگاه مسکونی در ماداگاسکار است که در آنالانجیروفو واقع شده‌است.

## خصوصیات
انداپافیتو ۱۶٬۰۰۰ نفر جمعیت دارد و ۲۱۰ متر بالاتر از سطح دریا واقع شده‌است.